# Robins
Robins var en svensk humortalkshow på SVT som leddes av komikern Robin Paulsson. Programmet hade premiär 23 augusti 2006. Robins sändes i 16 säsonger mellan 2006 och 2019.
Programmet liknade Late Night with Conan O'Brien, med sketcher, inspelade klipp och svenska/internationella gäster som intervjuas av Robin Paulsson. Vinjettmusiken till programmet var låten "Crazy In Love" från 2003 av Beyoncé och Jay-Z.

## Medverkande
Nedan listas de medverkande gästerna i programmet.

### Säsong 1 (2006)
Sändes på onsdagar kl 21.00 i SVT2, från TV-huset i Malmö.
- 23 augusti – Anders Jansson
- 30 augusti – Allan Svensson
- 6 september – Johan Glans och David Batra
- 13 september – Tina Thörner
- 20 september – Anders Johansson och Måns Nilsson
- 27 september – Bengt Frithiofsson
- 4 oktober – Anna Blomberg
- 11 oktober – Peter Settman
- 18 oktober – Claes af Geijerstam
- 25 oktober – Måns Zelmerlöw

### Säsong 2 (2007)
Sändes på onsdagar kl 21.00 i SVT1, från TV-huset i Malmö.
- 11 april – Bert Karlsson och Peter Magnusson
- 18 april – Magnus Betnér och Marie Lindberg
- 25 april – Morgan Alling och Lill-Babs
- 2 maj – Janne Josefsson och Filip Hammar
- 9 maj – Rikard Palm och Björn Hellberg
- 16 maj – Annika Andersson och Knut Knutson
- 23 maj – Eva Hamilton och Måns Möller

### Säsong 3 (våren 2008)
Sändes på fredagar kl 21.00 i SVT1, från TV-huset i Malmö.
- 18 januari – Jan Malmsjö och Petra Mede
- 25 januari – Renée Nyberg och Kristian Luuk
- 1 februari – Thomas Järvheden och Ulf Larsson
- 8 februari – Carolina Gynning och Peter Apelgren
- 15 februari – Anne Lundberg och Henrik Dorsin
- 22 februari – Ingvar Oldsberg och Calaisa
- 29 februari – Johan Wester och Sanna Nielsen
- 7 mars – Björn Gustafsson och Felix Herngren

### Säsong 4 (hösten 2008)
Sändes på fredagar kl 21.00 i SVT1, från TV-huset i Malmö.
- 17 oktober – Dolph Lundgren och Carina Berg
- 24 oktober – Henrik Schyffert och Amanda Jenssen
- 31 oktober – Fredrik Wikingsson och Åsa Vilbäck
- 7 november – Claire Wikholm och Claudia Galli
- 14 november – Timbuktu och Mia Skäringer
- 21 november – Joe Labero och Christine Meltzer
- 28 november – Lars Ohly och Nour El Refai
- 5 december – Kitty Jutbring och Lennie Norman
- 12 december – Erik Ekstrand, Mackan Edlund och Veronica Maggio
- 19 december – Robert Gustafsson och Shirley Clamp

### Säsong 5 (2009)
Sändes på lördagar kl 21.30 i SVT1, från TV-huset i Malmö.
- 3 oktober – Nyamko Sabuni och Gustaf Hammarsten
- 10 oktober – Rachel Mohlin och Pablo Francisco
- 17 oktober – Peter Settman och Milow
- 24 oktober – Mark Levengood och Jill Johnson
- 31 oktober – Caroline af Ugglas och Robert Broberg
- 7 november – Annika Lantz och Soran Ismail
- 14 november – Al Pitcher och Tina Nordström
- 21 november – Peter Wahlbeck och Maria Wetterstrand
- 28 november – Dregen och Kim Anderzon
- 5 december – Klara Zimmergren och Ace Frehley
- 12 december – Babben Larsson, Anders Johansson och Måns Nilsson
- 19 december – Lena Philipsson

### Säsong 6 (2010)
Sändes på lördagar kl 21.30 i SVT1, från Slagthuset.
- 2 oktober – Carolina Gynning och Johan Glans
- 9 oktober – Arj Barker och John Cleese
- 16 oktober – Anders Jansson och Karin Hübinette
- 23 oktober – Lotta Engberg och Lill-Babs
- 30 oktober – Maria Lundqvist och Jonas Gardell
- 6 november – Lars Lagerbäck och Annika Andersson
- 13 november – Maz Jobrani och Fredrik Lindström
- 20 november – Håkan Hellström och Josephine Bornebusch
- 27 november – Marie Serneholt och Petra Mede
- 4 december – Ebbot Lundberg och Maud Olofsson
- 11 december – Markoolio och Cissi Forss
- 18 december – Thomas Petersson och Lisa Miskovsky (som stod för musiken)

### Säsong 7 (2011)
Sändes på lördagar kl 21.00 i SVT1, från Slagthuset.
- 1 oktober – Robert Gustafsson och Tina Nordström
- 8 oktober – Håkan Juholt och Christine Meltzer
- 15 oktober – Jesse Jackson och Özz Nûjen
- 22 oktober – Carola Häggkvist och Bill Burr
- 29 oktober – David Batra och Sofia Helin
- 5 november – Kim Anderzon och Petter
- 12 november – Sarah Dawn Finer och Peter Jöback
- 19 november – Gry Forssell och Melanie C

### Säsong 8 (våren 2012)
Sändes på lördagar kl 21.00 i SVT1, från Slagthuset. 
- 17 mars – Eric Saade, Suzanne Reuter och Peter Dalle
- 24 mars – Anna Brolin, Filip Hammar och Fredrik Wikingsson
- 31 mars – Anne Lundberg och Marika Carlsson
- 7 april – Frank Andersson, Al Pitcher och Theresa Andersson (som stod för musiken)
- 14 april – Eva Röse och Peter Apelgren
- 21 april – Marie Göranzon och Per Andersson
- 28 april – Johan Glans och Henrik Dorsin
- 5 maj – Måns Zelmerlöw och Marianne Mörck

### Säsong 9 (hösten 2012)
Sändes på lördagar kl 21.00 i SVT1, från Skånes Dansteater. 
- 3 november – Agnes Carlsson och Kristoffer Appelquist
- 10 november – Helena Bergström och Sven Melander
- 17 november – Kristian Luuk och Gina Dirawi
- 24 november – Moneybrother och Ann Westin
- 1 december – David Dencik och Lotta Lundgren
- 8 december – Måns Möller och Ewa Fröling (via länk)
- 15 december – David Batra och Ylvis
- 22 december – Lotta Schelin, Jonas Karlsson och Robert Gustafsson

### Säsong 10 (2013)
Sändes på lördagar kl 21.00 i SVT1, från Skånes Dansteater.
- 16 mars – Linnea Henriksson och Anders Jansson
- 23 mars – David Lindgren, Susanne Thorson och Fredrik Andersson (som stå-uppade)
- 30 mars – Carina Berg och Daniel Nannskog
- 6 april – Agneta Sjödin och Kodjo Akolor
- 13 april – Robin Stjernberg, Martina Haag och Petrina Karlsson (som stå-uppade)
- 20 april – Marcus Samuelsson och Aries Spears
- 27 april – Caroline af Ugglas och Soran Ismail
- 4 maj – Håkan Hellström och Petra Mede

### Säsong 11 (2014)
Sändes på lördagar kl 21.00 i SVT1, från Skånes Dansteater.
- 15 mars – Nina Persson och Ola Rapace
- 22 mars – Sarah Dawn Finer och Dragomir Mrsic
- 29 mars – Fredrik Lindström och Renata Chlumska
- 5 april – Yohio, Johan Petersson och Marika Carlsson (som stå-uppade)
- 12 april – Nanne Grönvall och Jesper Rönndahl
- 19 april – Sanna Nielsen, Peter Apelgren och Anna Mannheimer
- 26 april – Björn Skifs, Edda Magnason och Tobias Persson (som stå-uppade)
- 3 maj – Bill Bailey och Rachel Mohlin

### Säsong 12 (2015)
Sändes på lördagar kl 21.00 i SVT1.
- 17 oktober – Hasse Andersson, Malin Gramer och Ismo Leikola (som ståuppkomiker)
- 24 oktober – Sarah Sjöström, Måns Möller och Özz Nûjen
- 31 oktober – Shima Niavarani och Anders Johansson
- 7 november – Danny Saucedo och Ann Westin
- 14 november – Jonas Gardell och Alexander Hermansson
- 21 november – Ylvis och Markus Rosenberg
- 28 november – Josephine Bornebusch och Petter Stordalen
- 5 december – Alice Bah Kuhnke och William Spetz

### Säsong 13 (2016)
Sändes på lördagar kl 21.00 i SVT1.
- 15 oktober – Peter Settman, Bianca Ingrosso och Pernilla Wahlgren
- 22 oktober – Björn Kjellman, Christine Meltzer och Marika Carlsson
- 29 oktober – Bianca Kronlöf, Tiffany Kronlöf och Henrik Schyffert
- 5 november – Filip Hammar, Fredrik Wikingsson och LaGaylia Frazier
- 12 november – Clara Henry och Plura Jonsson
- 19 november – Johan Glans och Klara Svensson
- 26 november – Hans Rosenfeldt och Petra Mede
- 3 december – Per Andersson och Little Jinder

### Säsong 14 (2017)
- 26 augusti – Camilla Läckberg och Al Pitcher
- 2 september – Peg Parnevik och David Batra
- 9 september – Cecilie Steinmann Neess och Edward Blom
- 16 september – Sanna Nielsen och Daniel Sloss
- 23 september – Janne Andersson och Jill Johnsson
- 30 september – Per Gessle och Kristina Petrushina
- 7 oktober – Eric Saade, Josefin Johansson och Emma Knyckare
- 14 oktober – Veronica Maggio och Carl Stanley

### Säsong 15 (2018)
- 8 september – Kjell Bergqvist och Emma Frans
- 15 september – Stina Wollter och Nisse Hallberg
- 22 september – Tomas Ledin och Emma Molin
- 29 september – Peter Apelgren och Bianca Ingrosso
- 6 oktober – Nikki Amini och Andreas Granqvist
- 13 oktober – Fredrik Hallgren och Karin Laserow
- 20 oktober – Niklas Strömstedt, Dilan Apak och Moa Lundqvist
- 27 oktober – William Spetz och Roy Fares

### Säsong 16 (2019)
- 2 november – Babben Larsson och Oscar Zia
- 9 november – Måns Zelmerlöw och Evelyn Mok
- 16 november – Jenny Strömstedt och Jonatan Unge
- 23 november – David Sundin och Molly Hammar
- 30 november – Messiah Hallberg och Lotta Engberg
- 7 december – Johanna Nordström och Benjamin Ingrosso
- 14 december – Tareq Taylor och Petrina Solange
- 21 december – Kristoffer Appelqvist och Laila Bagge

### Fotnoter
1. 1 2  ”Robins (TV Series 2006-2019)”. The Movie Database. https://www.themoviedb.org/tv/2217-robins?language=sv-SE. Läst 12 juni 2023.
2. ↑  ”Robins”. Svensk mediedatabas. 23 augusti 2006. https://smdb.kb.se/catalog/id/003106562. Läst 11 oktober 2017.
3. ↑  ”SVT:s långkörare lägger ner efter 16 säsonger”. Aftonbladet. 17 augusti 2020. https://www.aftonbladet.se/nojesbladet/a/mRGBL0/svts-langkorare-lagger-ner-efter-16-sasonger. Läst 12 juni 2023.